# Parafia Świętej Trójcy w Wielkim Buczku
Parafia Świętej Trójcy w Wielkim Buczku – parafia rzymskokatolicka w dekanacie Złotów I w diecezji bydgoskiej.
Erygowana w 1656.
Miejscowości należące do parafii: Czyżkowo, Nowy Buczek, Osowo, Stołuńsko i Wielki Buczek.